# Liste der Kellergassen in Furth bei Göttweig
Die Liste der Kellergassen in Furth bei Göttweig führt die Kellergassen in der niederösterreichischen Gemeinde Furth bei Göttweig an.
| Foto |                 | Kellergasse               | Standort                        | Beschreibung |
| ---- | --------------- | ------------------------- | ------------------------------- | --- |
| ja   | Datei hochladen | Neubergweg                | KG: Furth bei Göttweig Standort | Die Kellergasse ist eine einseitige Einzelkellergasse an einer Geländekante. Sie besteht aus 15 Gebäuden und hat eine Länge von 300 Metern. |
| ja   | Datei hochladen | Zellergraben/Kellergraben | KG: Aigen Standort              | Die Kellergasse ist ein beidseitiges Kellergassensystem in Hohlweglage. Sie besteht aus 43 Gebäuden und hat eine Länge von 600 Metern. Die älteste Datierung geht auf das Jahr 1941 zurück. In einer Richtung geht die Kellergasse in den Lösshohlweg Zellergraben über, der zum Naturdenkmal erklärt wurde (Listeneintrag). |
| BW   | Datei hochladen | Fuchastraße/Hohlweg       | KG: Palt Standort               | Die Kellergasse ist eine beidseitige Einzelkellergasse in Graben- und Hohlweglage. Sie besteht aus 28 Gebäuden und hat eine Länge von 700 Metern. Die älteste Datierung geht auf das Jahr 1890 zurück. |
| ja   | Datei hochladen | Steingasse                | KG: Steinaweg Standort          | Die Kellergasse ist eine beidseitige Einzelkellergasse in Grabenlage. Sie besteht aus 16 Gebäuden und hat eine Länge von 150 Metern. |

| Foto:                    | Fotografie der Kellergasse (Gesamtheit). Klicken des Fotos erzeugt eine vergrößerte Ansicht. Daneben finden sich zwei Symbole: \| Weitere Bilder vorhanden \| Das Symbol bedeutet, dass weitere Fotos des Objekts verfügbar sind. Durch Klicken des Symbols werden sie angezeigt. \| \| Eigenes Foto hochladen \| Durch Klicken des Symbols können weitere Fotos des Objekts in das Medienarchiv Wikimedia Commons hochgeladen werden. \| |
| Name:                    | Bezeichnung der Kellergasse |
| Standort:                | Es ist die Katastralgemeinde (KG) angegeben. Durch Aufruf des Links Standort wird die Lage der Kellergasse in verschiedenen Kartenprojekten angezeigt. |
| Beschreibung             | Kurze Beschreibung der Kellergasse |
| Weitere Bilder vorhanden | Das Symbol bedeutet, dass weitere Fotos des Objekts verfügbar sind. Durch Klicken des Symbols werden sie angezeigt. |
| Eigenes Foto hochladen   | Durch Klicken des Symbols können weitere Fotos des Objekts in das Medienarchiv Wikimedia Commons hochgeladen werden. |